# Narrazione cinematografica
La narrazione cinematografica o trama filmica è una componente del cinema narrativo (sia esso classico, moderno o contemporaneo), che regola buona parte della morfologia dell'immagine cinematografica di un film (ma non tutta, dal momento che alcune scelte stilistiche derivano dal regista o dal direttore della fotografia) attraverso l'adozione di vari codici narrativi.
La narrazione nei vari film può variare a seconda dei generi e dei periodi storici. Un tipo di narrazione presente all'interno di un film western anni trenta, per esempio, è molto diverso dalla struttura narrativa di un melodramma anni cinquanta.
La narrazione cinematografica corrisponde alla gestione e all'organizzazione delle componenti fondamentali del racconto, vale a dire: 
- esistenti, ossia ambienti e personaggi;
- eventi, ovvero azioni e avvenimenti;
- trasformazioni, cioè i cambiamenti che vengono apportati agli esistenti attraverso gli eventi.[1]

In semiotica del cinema la narrazione in un film è un elemento mediato dal linguaggio scritto e parlato, a differenza dell'immagine cinematografica che risulta invece dotata di senso immediato, diretto, inequivocabile. La narrazione concorre a rendere l'immagine un elemento portatore di significazione, attraverso la messa in sequenza delle varie immagini che compongono il film nella sua interezza. Attraverso la narrazione, quindi, un film diventa un insieme di grandi unità significanti.

## Origine della narrazione cinematografica
Nel cinema delle origini (1895-1906) la narrazione non era presente, perché il cinema di quel periodo si basava essenzialmente sulle immagini in movimento. I film dell'epoca erano dei cortometraggi che avevano come scopo principale quello di intrattenere gli spettatori attraverso il movimento di persone, animali e oggetti, di darsi a vedere e produrre in questo modo un puro spettacolo della visione.
Il cinema comincia a diventare un narratore di storie quando ci si accorge che la spinta della novità portata dalle immagini in movimento si era esaurita, e che era giunto il momento di inventarsi qualcosa di nuovo se si intendeva rendere il mezzo filmico uno strumento ancora buono da commercializzare.

## Sviluppo della trama di un film
La trama di un film nasce e si sviluppa seguendo quattro fasi principali:
- La scelta del soggetto a cui ispirarsi: esso può essere una storia originale o un racconto tratto da un romanzo, una novella, un fatto realmente accaduto o un fumetto (per esempio, il film Ladri di biciclette è tratto da una storia originale, mentre Buongiorno notte di Marco Bellocchio è ispirato ad un fatto accaduto realmente, e Spider-Man 3 si basa sulla storia di un fumetto omonimo);
- La stesura della sceneggiatura;
- La messa in scena della sceneggiatura sulle indicazioni che dà il regista;
- La post-produzione, che consente di aggiungere effetti narrativi quali flashback, ellissi temporali, ecc.

## I grandi regimi di narrazione
Il cinema può produrre una narrazione in diversi modi, a seconda dei generi, dei filoni, delle tendenze di un regista, dei periodi storici, ecc.
Tuttavia è possibile stabilire in modo generico quali sono le principali tecniche narrative adottate in un film, individuandone il regime di narrazione che l'opera presenta. Francesco Casetti e Federico Di Chio individuano i tre fondamentali regimi di narrazione presenti nei film:

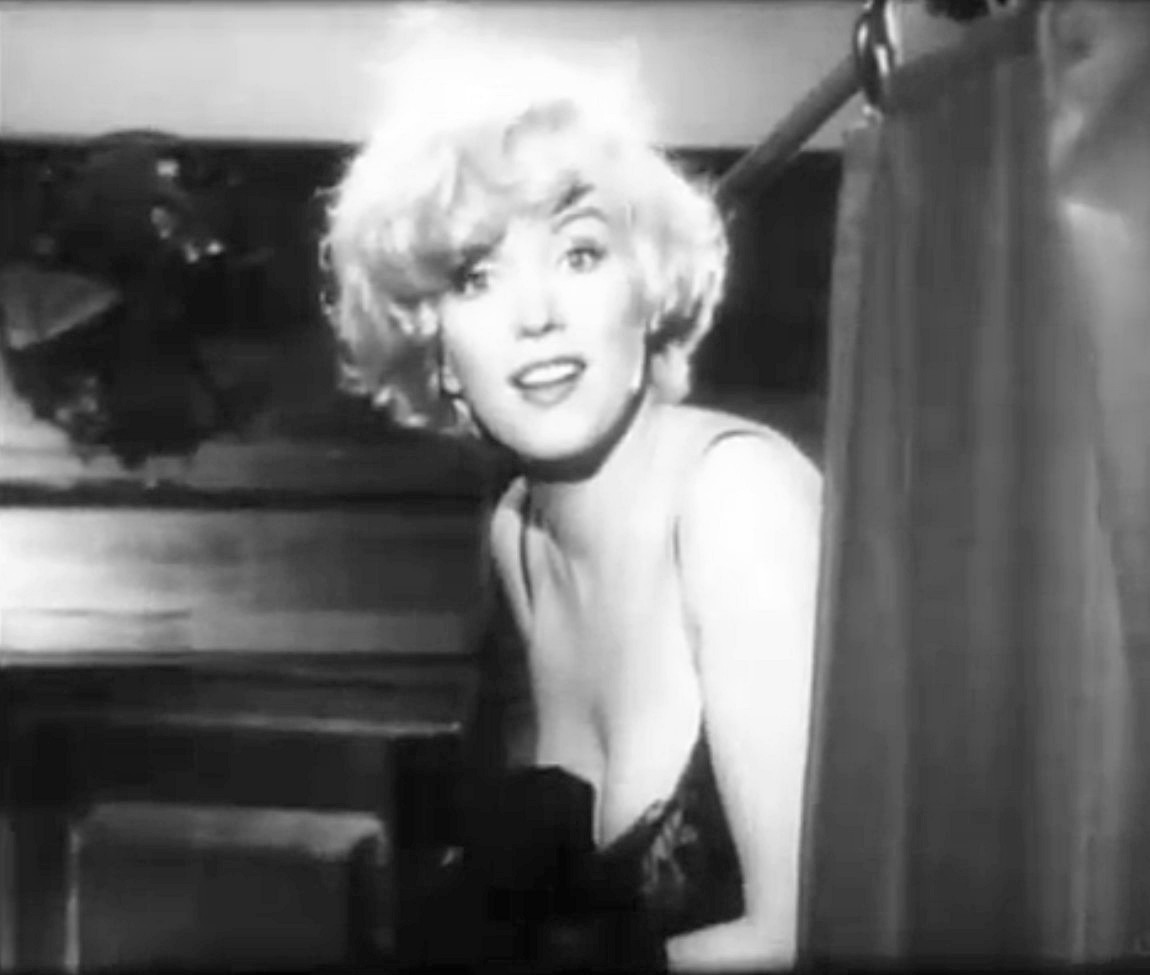
Scena del film classico A qualcuno piace caldo, esempio di film con narrazione forte e tempo pieno

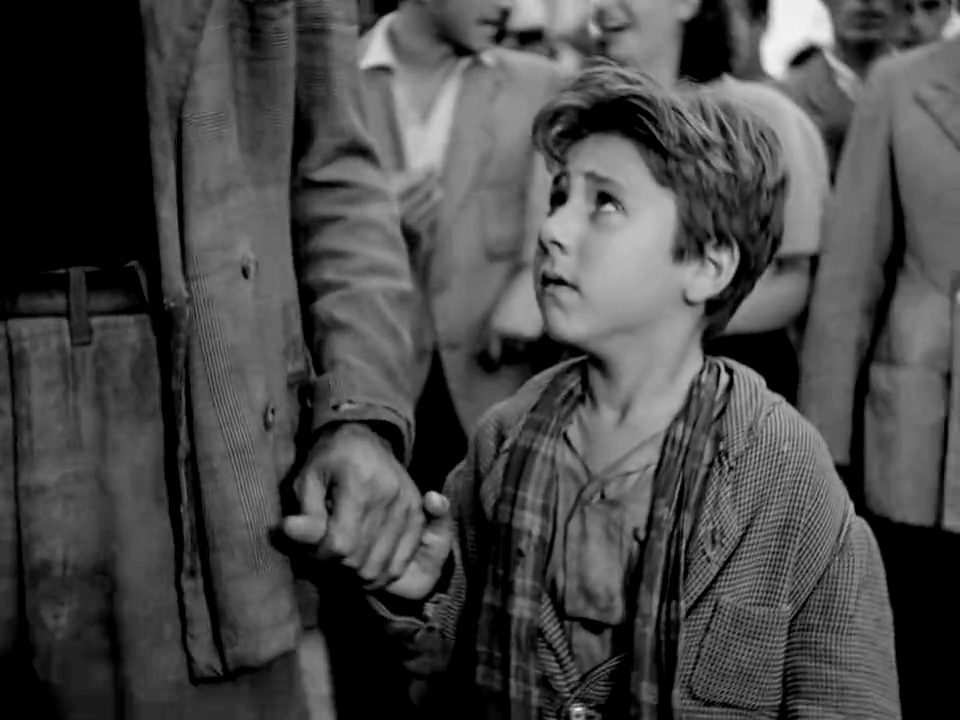
Scena del film neorealista Ladri di biciclette, esempio di film con narrazione debole e tempo vuoto

1. Regime narrativo forte, Scena del film classico A qualcuno piace caldo, esempio di film con narrazione forte e tempo pieno quel regime narrativo in cui l'azione portata avanti dai personaggi svolge un ruolo cruciale subendo una trasformazione, e tale trasformazione è funzionale a due tipi di percorsi possibili: percorso vettoriale, di spinta in avanti, che fa evolvere il racconto in qualcosa di nuovo; e percorso ciclico, di restaurazione dell'ordine precedente e di ritorno all'indietro. La narrazione forte è tipica del cinema narrativo classico.[1] Secondo Roberto De Gaetano una particolarità della narrazione forte consiste nell'avere l'azione come elemento che detta l'avanzare del tempo. L'elemento dell'azione preso nel contesto narrativo forte, rende questo regime diegetico portatore di un tempo pieno, lineare, incarnato e realizzato nell'azione: preso nella forma dell'azione il tempo diventa un percorso definito tra: il soggetto dell'azione narrata (il "chi"), l'obiettivo da raggiungere nella narrazione (il "cosa"), e il modo adottato per raggiungerlo (il "come").[2]
2. Regime narrativo debole, Scena del film neorealista Ladri di biciclette, esempio di film con narrazione debole e tempo vuoto quel regime narrativo in cui personaggi e ambienti sono privi di interazioni reciproche rilevanti, e questo porta le situazioni narrate a concatenarsi in modo incompleto e provvisorio. In questo regime l'azione tende a perdere importanza rispetto alle trasformazioni psicologiche, morali, spirituali, sentimentali, culturali, ecc. di personaggi non più fissi ed immobili nelle loro caratteristiche, ma predisposti a disagi interiori e a modificazioni nel corso della narrazione. Qui il rapporto causa-effetto appare meno rigido e meccanico, più ambiguo e problematico. Questo tipo di narrazione è frequente nel cinema neorealista, nel cinema della nouvelle vague, nel cinema di introspezione psicologica e di riflessione morale dove i dialoghi prevalgono sull'azione, e, più in generale, è una caratteristica che segna tutto il cinema moderno.[1] Quando il tempo perde il proprio legame diretto con l'azione per legarsi alla visione allora avremo una narrazione debole e un tempo vuoto, condizione tipica del cinema della modernità: il Neorealismo avvia l'era del cinema moderno proprio perché è a partire da questo filone che il tempo si libera dal suo legame con l'azione per legarsi alla visione: accade cioè che il cinema diventa uno strumento di osservazione, e il tempo, svincolato dal proprio legame diretto con l'azione diventa un divenire sotto la spina del cambiamento continuo e variabile.[2]

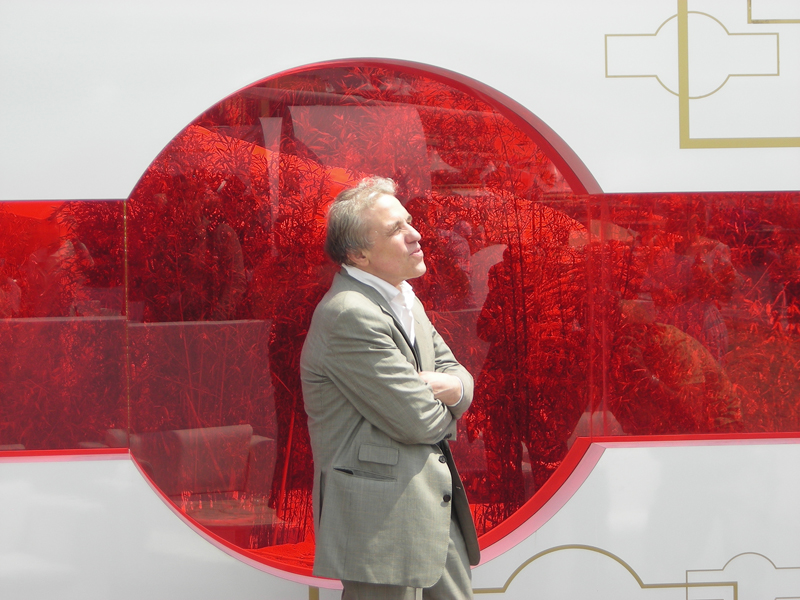
Abel Ferrara, uno dei registi più esemplari nell'utilizzo del regime antinarrativo e del tempo neutro

3. Regime di anti-narrazione, Abel Ferrara, uno dei registi più esemplari nell'utilizzo del regime antinarrativo e del tempo neutroche si ottiene quando un film narra in modo opaco. La trama antinarrativa si contraddistingue per la predominanza di sospensione e stasi, è un regime che estremizza ai massimi livelli la narrazione debole. Qui l'azione perde ogni ruolo rilevante, la situazione narrata si fa frammentata e dispersa, le trasformazioni o non ci sono o proseguono a rilento, la narrazione perde fluidità e scorrevolezza, e trovano grande spazio i tempi morti, quei tempi che non sono funzionali alla progressione logica del racconto e che in un regime narrativo forte vengono tagliati attraverso le ellissi temporali. L'antinarrazione è un fenomeno tipico del cinema contemporaneo, ma anche di alcuni autori del cinema moderno come Godard, Scorsese, Wenders, Resnais.[1] In un regime antinarrativo viene mostrato un tempo neutro, ossia un'unità di tempo né forte né debole, ma un insieme di tempi fittizi (artificiosi): citazioni, parodie, stilizzazioni di diversi linguaggi (artistici, giornalistici, cinematografici, ecc.) vengono adoperate come addensamenti di mondi e di tempi che non hanno referenti reali. In questo tipo di cinema l'immagine perde la sua capacità di essere riflesso del mondo: non ci viene mostrata un'immagine del reale, né un'immagine condizionata dalla realtà, ma un'immagine che si pone come altro, come una escrescenza (eccedenza) del reale. Viene quindi creato un effetto che Roberto De Gaetano chiama rifrazione linguistica in cui i linguaggi adoperati vengono destituiti della loro capacità di ricostruire il reale. Non c'è più un tempo lineare ma un'infinità di tempi possibili, una intertestualità di mondi possibili ciascuno con il proprio tempo. Per meglio afferrare il concetto di questo tipo di tempo, si paragoni il tempo lineare ad un libro, il quale ha un inizio e una fine, ed il tempo neutro ad internet, che non ha né inizio né fine, ma una rete di vari computer collegati e siti web secondo il criterio della intertestualità.[2]

### La metanarrazione
Quando un film percorre tutti e tre i grandi regimi narrativi (forte, debole, antinarrazione) diventa metadiscorsivo, ossia assume in sé un regime metanarrativo..
In questo tipo di cinema prevale nettamente il regime antinarrativo e il tempo neutro, ma percorrendo tutte e tre le grandi unità di racconto filmico, il cinema mette in scena soprattutto il proprio raccontare, le proprie scelte diegetiche, più che il racconto.
Un valido esempio di film antinarrativo e metadiscorsivo è sicuramente Pulp Fiction di Quentin Tarantino, oppure Blackout di Abel Ferrara. In entrambi i casi, infatti, si percorrono tutti i regimi di narrazione e prevale un tempo neutro (intertestualità di tempi, sincronia di situazioni diverse), e alla fine prevale anche il regime antinarrativo, perché la narrazione perde fluidità e scorrevolezza e le trasformazioni o non avvengono, o sono marginali, o sono indecifrabili.

## Codici narrativi nel cinema
Il cinema alla cui base presenta una trama struttura il proprio linguaggio mediante diversi tipi di codici: suoni, parole, figure, didascalie, movimenti, ecc. e quindi l'intera morfologia di un film classico, moderno o contemporaneo viene composta sulla base della trama a cui il film si ispira. Non è possibile, dunque, parlare di codici essenzialmente narrativi, in quanto l'intero linguaggio dei film è funzionale alla messa in scena della trama ed è composto da più tipi di codici, siano essi visivi o sonori. L'intera forma, quindi, costituisce il contenuto, ma esistono comunque dei codici di montaggio visivo che risultano fondamentali per lo sviluppo di una narrazione forte con tempo pieno:
- la dissolvenza incrociata, ossia una tecnica che sul piano della significazione produce un'idea di nuovo spazio e/o nuovo tempo, e un nuovo senso. Anche nel film Blackout di Abel Ferrara troviamo dei frammenti del testo filmico che usano questa tecnica in questo modo: ad esempio le dissolvenze incrociate nel "party orgiastico" a casa delle due pornodive (insieme al divo Matty e al suo amico regista) danno un senso di spostamento in avanti del tempo, poi le dissolvenze incrociate sulle immagini notturne di Miami danno il senso di spostamento in un altro spazio, e certi primi piani di volti che si dissolvono su altri volti servono a formare un determinato senso di significazione. Tuttavia questi frammenti testuali sono facilmente individuabili e isolabili, perché in questo film ad un certo punto si fa un uso talmente insistito di questa tecnica che di fatto impedisce di continuare a considerarla una figura di significazione;
- il flashback è un codice visivo di montaggio che consente di mettere in scena il ritorno del passato: è un segmento autonomo che si pone nel passato in rapporto al presente del tempo filmico. In Blackout questo espediente narrativo viene utilizzato per mostrarci la memoria visiva del protagonista, che però è sommerso da una gran quantità di flashback che si sovrappongono e si contraddicono. Nel film di Abel Ferrara (e in tanti altri film del cinema contemporaneo), quindi, il flashback diventa un codice ossessivo e fatale, che non fa chiarezza (non è funzionale allo svolgimento lineare della narrazione) ma si trasforma in una condanna sia dal lato dello spettatore (che non riesce più a focalizzare dove è ambientato il presente del film rispetto al passato o alla memoria visiva contraddittoria del protagonista alcolizzato e cocainomane) sia dal lato del protagonista, che non riesce a ricordare se ha ucciso o meno quella donna così simile alla sua ex ragazza.
- la suddivisione della trama in episodi: generalmente il testo filmico trova nelle singole sequenze la più grande unità dell'insieme dell'opera nel suo complesso. Altre volte un film si suddivide ulteriormente, in unità più grandi, dette appunto episodi. Ciascun episodio si pone come frammento testuale a sé stante, che non ha bisogno degli altri episodi per essere compreso dagli spettatori. Si pensi a tal proposito a film come Fratelli d'Italia, Tifosi di Neri Parenti (in quest'ultimo caso i vari episodi si intrecciano e si alternano nel corso dello svolgimento della trama), Paisà di Roberto Rossellini. Nel caso di film come Pulp Fiction di Quentin Tarantino, invece, la crisi della forma che investe buona parte del cinema contemporaneo si avverte in modo molto forte: qui la suddivisione degli episodi non serve a rendere la lettura del testo più scorrevole, semmai a complicarla, a renderla più "finta": in questo film gli episodi sono ordinati in modo tale che al protagonista prima sparano, e quindi muore, e poi lo si fa ricomparire nell'episodio successivo.[5]